# Тарновский, Олег Олегович
Оле́г Оле́гович Тарно́вский (укр. Олег Олегович Тарновський; род. 10 апреля 1992, Львов) — украинский и молдавский гребец-каноист, до 2013 года выступал за сборную Украины, в настоящее время представляет команду Молдавии. Участник летних Олимпийских игр в Рио-де-Жанейро (12 место в каноэ одиночке на дистанции 200 метров), участник I и II Европейских Игр (7 и 10 местов каноэ одиночке на дистанции 1000 метров),   серебряный (2015 г) и бронзовый (2019 г) призёр Чемпионатов Мира, серебряный (2017 г) и бронзовый (2016, 2018 г) призёр Чемпионатов Европы в каноэ одиночке на дистанции 500 метров, многократный победитель и призёр этапов Кубка Мира (2015-2018 г) В каноэ одиночке и каноэ двойке.

## Биография
Олег Тарновский родился 10 апреля 1992 года в городе Львове на Украине. Активно заниматься греблей начал с раннего детства, проходил подготовку в Тернополе в детско-юношеской спортивной школе «Буревестник». Изначально выступал за юношескую сборную Украины, однако в 2013 году вместе с младшим братом Сергеем принял решение перейти в сборную Молдавии и вскоре получил молдавское гражданство.
Первого серьёзного успеха на взрослом международном уровне добился в сезоне 2015 года, когда вошёл в основной состав молдавской национальной сборной и побывал на чемпионате мира в Милане, откуда привёз награду серебряного достоинства, выигранную в зачёте одиночных каноэ на дистанции 500 метров — в финале его обошёл только представитель Чехии Мартин Фукса. Также участвовал в первых Европейских играх в Баку, но попасть здесь в число призёров не смог, в финальной километровой гонке одиночек занял седьмое место.
В 2016 году Тарновский выступил на чемпионате Европы в Москве, где в одиночках на пятистах метрах взял бронзу — на финише его обогнали чех Фукса и россиянин Михаил Павлов.
Благодаря череде удачных выступлений Олег Тарновский удостоился права защищать честь страны на летних Олимпийских играх в Рио-де-Жанейро. Стартовал здесь в двухсотметровой дисциплине каноэ-одиночек — со второго места квалифицировался на предварительном этапе, но на стадии полуфиналов пришёл к финишу лишь третьим и попал тем самым в утешительный финал «Б», где впоследствии показал на финише четвёртый результат. Таким образом, в итоговом протоколе соревнований Тарновский расположился на двенадцатой строке.
В 2017 году на Чемпионате Европы в Пловдиве занял второе место в каноэ одиночке на дистанции 500 метров уступив только чеху Мартину Фуксе.
В 2018 году на Чемпионате Европе в Белграде занял 3 место на дистанции 500 метров, уступив Мартину Фуксе и Себастьяну Бренделю.
В 2019 году на Чемпионате Мира в Сегеде завоевал бронзу в заезде каноэ одиночек на дистанции 500 метров, пропустив вперёд немца Бренделя и болгарина Кодинова.
В 2025 году на чемпионате Европы в Рачице в составе смешанной четвёрки на дистанции 500 метров завоевал бронзовую медаль. 